# Teddy Kline
Teddy Kline (Germania, intorno al 1900 – dopo il 1930) è stato un musicista, clarinettista, sassofonista jazzista e bandleader statunitense, nato in Germania mentre era attiva la Repubblica di Weimar.

## Biografia
Alla fine degli anni venti, Kline lavorò a Berlino con le orchestre jazz di Sam Baskini e Theo Mackeben nonché con i New Rhythmists di The Cassidy, con i quali registrarono rispettivamente per Kalliope e Ultraphone. Con la sua orchestra registrò diversi brani per Homokord nel giugno 1929, incluso il numero Hot-Jazz "I'm Doing What I'm Doing for Love", con le voci del coro dei "Two Jazzers" (Lászlo Mocsányi e Tibor Lakos), così come i brani allora popolari “Diga Diga Doo”, “Can't Help Lovin' Dat Man”, “Deep Night”, “I Lift Up My Finger and Say Tweet, Tweet”, o successi quotidiani come “Zwei Kravatten." Musicisti come Billy Barton (sassofono tenore e basso), Mike Danzi (banjo) e George Haentzschel (pianoforte) suonarono nella band di Kline, e per un breve periodo suonò anche il clarinettista francese Christian Wagner. Il vero direttore della band era Mike Danzi. Tuttavia, poiché aveva un contratto esclusivo con la compagnia Homokord, Teddy Kline dovette essere nominato bandleader ufficiale. Poiché Teddy Kline era della Virginia, la banda si chiamava The Virginians. L'orchestra di Kline era molto popolare a Berlino e godeva di una reputazione al pari di gruppi contemporanei come Marek Weber, Paul Godwin, Julian Fuhs o i Sincopatori di Stefan Weintraub.

## Anni successivi
Nel 1930 suonava ancora con Billy Barton e la sua Havana Band. Non ci sono fotografie di Kline dei suoi ultimi anni. Nel campo del jazz fu impegnato in venti sessioni di registrazione tra il 1929 e il 1930.